# 중국닭의덩굴
중국닭의덩굴은 석죽목 마디풀과의 식물이다.

## 특징
중국닭의덩굴의 줄기 길이는 적어도 10m에 이르는 것으로 알려져있다. 날카로운 타원형 또는 삼각형에 가까운 잎의 길이는 최대 10cm이다. 꽃은 짧은 꽃자루를 형성한다. 열매는 광택이 나는 검은색 수과이다. 열매의 넓이는 약 2mm이다.